# Fulgurit

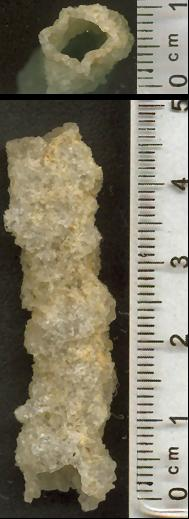
Blixtrör från Florida

Fulgurit, även kallat blixtrör, är resultatet av ett blixtnedslag i sandig mark. Blixtströmmen, som kan uppgå till flera hundra kiloampere, hettar upp sanden så mycket att denna smälter och bildar glas närmast runt omkring blixten. Det bildas då ett rör från några mm diameter upp till några cm. Längden varierar från några dm upp till flera meter. Det händer också att blixten förgrenas åt flera håll under sin väg genom sanden, och då kan det bildas ett helt system av utväxter från rörets början. Resultatet blir något som kan liknas vid en trädrot.
En bit ut från rörets centrum har temperaturen gått ner så långt att förglasningen övergår till sintring av sandkornen. Allra ytterst är sintringen så svag, att sandkornen faller av vid minsta beröring. Det hela är så sprött, att röret även vid mycket varsam framgrävning går av i mindre stycken, sällan längre än någon dm.
Fulguriter är sällsynta, men de hittas då och då, främst i ökenområden, t.ex. i Sahara och i vissa delar av USA. Fynd finns från Tyskland och Polen. Det är ovisst om någon fulgurit någonsin hittats i Sverige.
Ibland hävdas att fulgurit är detsamma som mineralet lechatelerit, men detta är omtvistat. Somliga experter anser att det absolut inte rör sig om samma sak. Lechatelerit är ett mineral menar man, men fulguriten är naturglas, inte ett mineral.
Fulgurit är också ett varumärke för en sorts byggskivor, som används som taktäckningsmaterial.

## Etymologi
Ordet fulgurit kan härledas till latinets fulgur, som betyder just blixt. På tyska är benämningen Blitzrohr, på engelska petrified lightning (förstenad blixt).